# Record dei campionati panpacifici di nuoto
La seguente è una lista dei tempi più veloci mai nuotati nelle varie edizioni dei Campionati panpacifici. Le competizioni si svolgono in vasca lunga (50 m).
(Dati aggiornati all'edizione di Tokyo 2018)

## Vasca lunga (50m)

### Uomini
| Gara                     | Tempo    | + | Atleta                                                                                           | Nazionalità | Data           | Edizione | Luogo                 | Ref    |
| ------------------------ | -------- | - | ------------------------------------------------------------------------------------------------ | ----------- | -------------- | -------- | --------------------- | ------ |
| Stile libero             |          |   |                                                                                                  |             |                |          |                       |        |
| 50 m                     | 21"44    |   | Bruno Fratus                                                                                     | Brasile     | 24 agosto 2014 | XII      | Gold Coast, Australia | [ 1 ]  |
| 100 m                    | 47"82    |   | Cameron McEvoy                                                                                   | Australia   | 22 agosto 2014 | XII      | Gold Coast, Australia | [ 2 ]  |
| 200 m                    | 1'44"75  |   | Ian Thorpe                                                                                       | Australia   | 26 agosto 2002 | IX       | Yokohama, Giappone    |        |
| 400 m                    | 3'41"83  |   | Ian Thorpe                                                                                       | Australia   | 22 agosto 1999 | VIII     | Sydney, Australia     |        |
| 800 m                    | 7'43"74  |   | Zane Grothe                                                                                      | Stati Uniti | 12 agosto 2018 | XIII     | Tokyo, Giappone       | [ 3 ]  |
| 1500 m                   | 14'41"65 |   | Grant Hackett                                                                                    | Australia   | 28 agosto 2002 | IX       | Yokohama, Giappone    |        |
| Dorso                    |          |   |                                                                                                  |             |                |          |                       |        |
| 50 m                     | 24"82    | b | Nick Thoman                                                                                      | Stati Uniti | 19 agosto 2010 | XI       | Irvine, Stati Uniti   | [ 4 ]  |
| 100 m                    | 51"94    |   | Ryan Murphy                                                                                      | Stati Uniti | 10 agosto 2018 | XIII     | Tokyo, Giappone       | [ 5 ]  |
| 200 m                    | 1'53"57  |   | Ryan Murphy                                                                                      | Stati Uniti | 12 agosto 2018 | XIII     | Tokyo, Giappone       | [ 6 ]  |
| Rana                     |          |   |                                                                                                  |             |                |          |                       |        |
| 50 m                     | 27"26    |   | Felipe França Silva                                                                              | Brasile     | 20 agosto 2010 | XI       | Irvine, Stati Uniti   | [ 7 ]  |
| 100 m                    | 59"04    | b | Kōsuke Kitajima                                                                                  | Giappone    | 19 agosto 2010 | XI       | Irvine, Stati Uniti   | [ 8 ]  |
| 200 m                    | 2'07"75  |   | Ippei Watanabe                                                                                   | Giappone    | 12 agosto 2018 | XIII     | Tokyo, Giappone       | [ 9 ]  |
| Farfalla                 |          |   |                                                                                                  |             |                |          |                       |        |
| 50 m                     | 23"03    |   | César Cielo Filho                                                                                | Brasile     | 18 agosto 2010 | XI       | Irvine, Stati Uniti   | [ 10 ] |
| 100 m                    | 50"75    |   | Caeleb Dressel                                                                                   | Stati Uniti | 11 agosto 2018 | XIII     | Tokyo, Giappone       | [ 11 ] |
| 200 m                    | 1'53"80  |   | Michael Phelps                                                                                   | Stati Uniti | 17 agosto 2006 | X        | Victoria, Canada      | [ 12 ] |
| Misti                    |          |   |                                                                                                  |             |                |          |                       |        |
| 200 m                    | 1'54"43  |   | Ryan Lochte                                                                                      | Stati Uniti | 21 agosto 2010 | XI       | Irvine, Stati Uniti   | [ 13 ] |
| 400 m                    | 4'07"59  |   | Ryan Lochte                                                                                      | Stati Uniti | 18 agosto 2010 | XI       | Irvine, Stati Uniti   | [ 14 ] |
| Staffette a stile libero |          |   |                                                                                                  |             |                |          |                       |        |
| 4x100 m                  | 3'11"74  |   | Michael Phelps (48"13) Ryan Lochte (47"98) Nathan Adrian (47"51) Jason Lezak (48"12)             | Stati Uniti | 20 agosto 2010 | XI       | Irvine, Stati Uniti   | [ 15 ] |
| 4x200 m                  | 7'03"84  |   | Michael Phelps (1'45"62) Ryan Lochte (1'45"27) Peter Vanderkaay (1'46"46) Ricky Berens (1'46"49) | Stati Uniti | 19 agosto 2010 | XI       | Irvine, Stati Uniti   | [ 16 ] |
| Staffetta mista          |          |   |                                                                                                  |             |                |          |                       |        |
| 4x100 m                  | 3'29"94  |   | Matt Grevers (53"10) Kevin Cordes (58"64) Michael Phelps (50"60) Nathan Adrian (47"60)           | Stati Uniti | 24 agosto 2014 | XII      | Gold Coast, Australia | [ 17 ] |

Legenda:  - Record del mondo

Record non ottenuti in finale: (b) - batteria; (sf) - semifinale; (s) - staffetta prima frazione.

### Donne
| Gara                     | Tempo    | +      | Atleta                                                                                               | Nazionalità | Data           | Edizione | Luogo                 | Ref    |
| ------------------------ | -------- | ------ | --- | ----------- | -------------- | -------- | --------------------- | ------ |
| Stile libero             |          |        | |             |                |          |                       |        |
| 50 m                     | 23"81    |        | Cate Campbell                                                                                        | Australia   | 12 agosto 2018 | XIII     | Tokyo, Giappone       | [ 18 ] |
| 100 m                    | 52"03    |        | Cate Campbell                                                                                        | Australia   | 10 agosto 2018 | XIII     | Tokyo, Giappone       | [ 19 ] |
| 200 m                    | 1'54"44  |        | Taylor Ruck                                                                                          | Canada      | 9 agosto 2018  | XIII     | Tokyo, Giappone       | [ 20 ] |
| 400 m                    | 3'58"37  |        | Katie Ledecky                                                                                        | Stati Uniti | 23 agosto 2014 | XII      | Gold Coast, Australia | [ 21 ] |
| 800 m                    | 8'09"13  |        | Katie Ledecky                                                                                        | Stati Uniti | 9 agosto 2018  | XIII     | Tokyo, Giappone       | [ 22 ] |
| 1500 m                   | 15'28"36 |        | Katie Ledecky                                                                                        | Stati Uniti | 24 agosto 2014 | XII      | Gold Coast, Australia | [ 1 ]  |
| Dorso                    |          |        | |             |                |          |                       |        |
| 50 m                     | 27"83    |        | Sophie Edington                                                                                      | Australia   | 19 agosto 2010 | XI       | Irvine, Stati Uniti   | [ 23 ] |
| 100 m                    | 58"29    | b      | Kylie Masse                                                                                          | Canada      | 10 agosto 2018 | XIII     | Tokyo, Giappone       | [ 24 ] |
| 200 m                    | 2'06"14  |        | Kathleen Baker                                                                                       | Stati Uniti | 12 agosto 2018 | XIII     | Tokyo, Giappone       | [ 25 ] |
| Rana                     |          |        | |             |                |          |                       |        |
| 50 m                     | 30"03    |        | Jessica Hardy                                                                                        | Stati Uniti | 20 agosto 2010 | XI       | Irvine, Stati Uniti   | [ 26 ] |
| 100 m                    | 1'04"93  |        | Rebecca Soni                                                                                         | Stati Uniti | 19 agosto 2010 | XI       | Irvine, Stati Uniti   | [ 27 ] |
| 200 m                    | 2'20"69  |        | Rebecca Soni                                                                                         | Stati Uniti | 21 agosto 2010 | XI       | Irvine, Stati Uniti   | [ 28 ] |
| Farfalla                 |          |        | |             |                |          |                       |        |
| 50 m                     | 25"89    | [ 29 ] | Rikako Ikee                                                                                          | Giappone    | 11 agosto 2018 | XIII     | Tokyo, Giappone       | [ 30 ] |
| 100 m                    | 56"08    |        | Rikako Ikee                                                                                          | Giappone    | 11 agosto 2018 | XIII     | Tokyo, Giappone       | [ 30 ] |
| 200 m                    | 2'05"40  |        | Jessicah Schipper                                                                                    | Australia   | 17 agosto 2006 | X        | Victoria, Canada      | [ 31 ] |
| Misti                    |          |        | |             |                |          |                       |        |
| 200 m                    | 2'08"16  |        | Yui Ōhashi                                                                                           | Giappone    | 11 agosto 2018 | XIII     | Tokyo, Giappone       | [ 32 ] |
| 400 m                    | 4'31"99  |        | Elizabeth Beisel                                                                                     | Stati Uniti | 22 agosto 2014 | XII      | Gold Coast, Australia | [ 2 ]  |
| Staffette a stile libero |          |        | |             |                |          |                       |        |
| 4x100 m                  | 3'31"58  |        | Emily Seebohm (54"56) Shayna Jack (53"10) Emma McKeon (52"56) Cate Campbell (51"36)                  | Australia   | 11 agosto 2018 | XIII     | Tokyo, Giappone       | [ 33 ] |
| 4x200 m                  | 7'44"12  |        | Ariarne Titmus (1'55"27) Emma McKeon (1'55"66) Mikkayla Sheridan (1'56"72) Madeline Groves (1'56"47) | Australia   | 10 agosto 2018 | XIII     | Tokyo, Giappone       | [ 34 ] |
| Staffetta mista          |          |        | |             |                |          |                       |        |
| 4x100 m                  | 3'52"74  |        | Emily Seebohm (59"28) Jessica Hansen (1'05"82) Emma McKeon (56"45) Cate Campbell (51"19)             | Australia   | 12 agosto 2018 | XIII     | Tokyo, Giappone       | [ 35 ] |

Legenda:  - Record del mondo

Record non ottenuti in finale: (b) - batteria; (sf) - semifinale; (s) - staffetta prima frazione.

### Mista
| Gara            | Tempo   | + | Atleta                                                                              | Nazionalità | Data          | Evento | Luogo           | Ref    |
| --------------- | ------- | - | ----------------------------------------------------------------------------------- | ----------- | ------------- | ------ | --------------- | ------ |
| Staffetta mista |         |   |                                                                                     |             |               |        |                 |        |
| 4x100 m         | 3'38"91 |   | Mitch Larkin (53"08) Jake Packard (58"68) Emma McKeon (56"22) Cate Campbell (50"93) | Australia   | 9 agosto 2018 | XIII   | Tokyo, Giappone | [ 36 ] |

Legenda:  - Record del mondo

Record non ottenuti in finale: (b) - batteria; (sf) - semifinale; (s) - staffetta prima frazione.